# Волфганг Оверат
Волфганг Оверат (на немски: Wolfgang Overath) е германски футболист и функционер, световен шампион от 1974. Полузащитник-плеймейкър.

## Кариера
Започва да играе футбол в местния „Зигбург 04“ през 1953, но по-голямата част от състезателната си кариера прекарва в „Кьолн“. В периода 1962-1977 играе 765 мача за кьолнския отбор, в които отбелязва 287 гола. В Бундеслигата има 409 мача и 83 гола. Шампион на Германия през 1964 и носител на Купата на Германия през 1968.
Изиграва 81 мача за националния отбор в периода 1963-1974 и отбелязва 17 гола. Освен световен шампион, Оверат е част от отбора, който става втори на СП '66 и трети на СП '70.

## Функционер
От 1994 до 1998 е член на борда на директорите на ФК Кьолн, а през юни 2004 г. е избран за президент на отбора.

## Семейство и личен живот
Осиновил е дете от Рио де Жанейро. Освен това има двама сина – Саша, художник, и Марко, брокер на недвижимо имущество. Има и дъщеря – Силвана.
През 2003 е обявен за почетен гражданин на родния Зигбург.
|  | Тази страница частично или изцяло представлява превод на страницата Wolfgang Overath в Уикипедия на немски. Оригиналният текст, както и този превод, са защитени от Лиценза „Криейтив Комънс – Признание – Споделяне на споделеното“, а за съдържание, създадено преди юни 2009 година – от Лиценза за свободна документация на ГНУ. Прегледайте историята на редакциите на оригиналната страница, както и на преводната страница, за да видите списъка на съавторите. ВАЖНО: Този шаблон се отнася единствено до авторските права върху съдържанието на статията. Добавянето му не отменя изискването да се посочват конкретни източници на твърденията, които да бъдат благонадеждни. |